# Мейпл Ліф Гарденс
Мейпл Ліф Гарденс (англ. Maple Leaf Gardens) — історична будівля, розташована на північно-західному розі Карлтон-стріт і Черч-стріт у Торонто, Онтаріо, Канада. Спочатку будівля була побудована в 1931 році як крита арена для проведення ігор з хокею. Перша (1931—1940) місткість арени складала 12 473 глядачів.
Вважаючись одним із «кафедральних соборів» хокею, з 1931 по 1999 рік будівля була домашнею ареною для команди НХЛ «Торонто Мейпл Ліфс». «Ліфс» 11 разів вигравали Кубок Стенлі з 1932 по 1967 рік, граючи на «Гарденс». Перший матч усіх зірок НХЛ, хоч і неофіційний, відбувся в «Гарденс» у 1934 році на користь форварда «Ліфс» Ейса Бейлі, який вимушений був закінчити кар’єру через травму голови. Перший офіційний щорічний матч усіх зірок НХЛ також відбувся в «Мейпл Ліф Гарденс», у 1947 році.